# Internationaux de Strasbourg 2015
Internationaux de Strasbourg 2015 — професійний тенісний турнір, що проходив на кортах з ґрунтовим покриттям. Це був 29-й за ліком турнір. Належав до категорії International у рамках Туру WTA 2015. Відбувся в Страсбургу (Франція). Тривав з 17 до 23 травня 2015 року.

## Очки і призові гроші

### Розподіл очок
| Дисципліна       | П   | Ф   | ПФ  | ЧФ | 1/8 | 1/16 | Q   | Q2  | Q1  |
| Одиночний розряд | 280 | 180 | 110 | 60 | 30  | 1    | 18  | 12  | 1   |
| Парний розряд    | 280 | 180 | 110 | 60 | 1   | Н/Д  | Н/Д | Н/Д | Н/Д |

### Розподіл призових грошей
| Дисципліна       | П       | F       | ПФ     | ЧФ     | 1/8    | 1/16   | Q2   | Q1   |
| Одиночний розряд | €34,677 | €17,258 | €9,274 | €4,980 | €2,742 | €1,694 | €823 | €484 |
| Парний розряд    | €9,919  | €5,161  | €2,770 | €1,468 | €774   | Н/Д    | Н/Д  | Н/Д  |

## Учасниці основної сітки в одиночному розряді

### Сіяні
| Країна    | Гравчиня       | Рейтинг1 | Сіяна |
| --------- | -------------- | -------- | ----- |
| США       | Медісон Кіз    | 17       | 1     |
| Сербія    | Єлена Янкович  | 20       | 2     |
| Австралія | Саманта Стосур | 27       | 3     |
| Франція   | Алізе Корне    | 28       | 4     |
| Казахстан | Заріна Діяс    | 34       | 5     |
| США       | Коко Вандевей  | 35       | 6     |
| США       | Медісон Бренгл | 36       | 7     |
| Німеччина | Мона Бартель   | 38       | 8     |

- 1 Рейтинг подано станом на 11 травня 2015.

### Інші учасниці
Нижче наведено учасниць, які отримали вайлдкард на участь в основній сітці:
- Єлена Янкович
- Віржіні Раззано
- Франческа Ск'явоне
- Саманта Стосур

Нижче наведено гравчинь, які пробились в основну сітку через стадію кваліфікації:
- Габріела Дабровскі
- Ольга Говорцова
- Сє Шувей
- Надія Кіченок
- Варвара Лепченко
- Ван Цян

Як щасливий лузер в основну сітку потрапили такі гравчині:
- Осеан Доден

### Знялись з турніру
До початку турніру
- Кейсі Деллаква  →її замінила Шелбі Роджерс
- Ярміла Ґайдошова →її замінила Лорен Девіс
- Юлія Гергес →її замінила Осеан Доден
- Даніела Гантухова  →її замінила Ірина Фалконі
- Кая Канепі  →її замінила Чжен Сайсай
- Юганна Ларссон  →її замінила Полін Пармантьє
- Пен Шуай →її замінила Александра Крунич

Під час турніру
- Медісон Кіз
- Леся Цуренко

### Завершили кар'єру
- Мона Бартель
- Ольга Говорцова
- Єлена Янкович

## Учасниці основної сітки в парному розряді

### Сіяні
| Країна            | Гравчиня          | Країна          | Гравчиня        | Рейтинг1 | Сіяна |
| ----------------- | ----------------- | --------------- | --------------- | -------- | ----- |
| Китайський Тайбей | Чжуан Цзяжун      | КНР             | Лян Чень        | 133      | 1     |
| Україна           | Надія Кіченок     | КНР             | Чжен Сайсай     | 161      | 2     |
| США               | Ракель Копс-Джонс | США             | Тейлор Таунсенд | 163      | 3     |
| Велика Британія   | Джоселін Рей      | Велика Британія | Анна Сміт       | 172      | 4     |

- 1 Рейтинг подано станом на 11 травня 2015.

### Інші учасниці
Нижче наведено пари, які отримали вайлдкард на участь в основній сітці:
- Агата Бараньська /  Вікторія Мунтян

## Переможниці

### Одиночний розряд
- Саманта Стосур —  Крістіна Младенович, 3–6, 6–2, 6–3

### Парний розряд
- Чжуан Цзяжун /  Лян Чень —  Надія Кіченок /  Чжен Сайсай, 4–6, 6–4, [12–10]